# Третий храм
Третий храм, согласно иудейской традиции, будет воздвигнут на прежнем месте, на Храмовой горе в Иерусалиме, где прежде стояли два других храма (первый и второй). По словам пророков Израиля, этот Храм станет духовным центром для еврейского народа и всего человечества.

## Устройство Третьего храма
Согласно традиционной точке зрения, Третий храм должен быть устроен по образцу храма, подробно описанного в пророческом видении Иезекииля (Йехезкеля) (Иез. 40—48). Иезекииль, ведомый рукой Всевышнего и сопровождаемый ангелом, совершает путешествие в будущее и проходит по территории некоего храма, переходя из внешнего двора во внутренний, а затем в Святое помещение храма и в его Святая святых. Подобный храм, однако, так и не был построен, поскольку пророчество Иезекииля довольно туманно и неопределённо. Строители Второго храма были вынуждены сочетать в его устройстве архитектуру Храма Соломона с теми элементами Храма Иезекииля, описание которых достаточно ясно и понятно. По этой причине, еврейские законоучители относят это пророчество к числу тех, которые будут исполнены лишь во времена грядущего Избавления (Геула), которое наступит с приходом Мессии.
Храм в видении Иезекииля походит на своих предшественников лишь своим общим видом, в нём также присутствуют: Притвор (Улам), Святилище (Хейхал), Святая святых (Двир) и Двор (Азара). В остальном же этот храм существенно отличается от Первого и Второго храмов как формой, так и размерами. Внешний двор в храме из пророчества Иезекииля имеет дополнительные 100 локтей с севера и с юга, что придаёт ему форму квадрата. Для строительства храма таких размеров потребуются значительные топологические изменения для расширения площади Храмовой горы.
Исследователи, пытающиеся восстановить внешний вид Третьего храма по описанию Иезекииля, сталкиваются с немалыми трудностями:
1. Многие фразы, посвящённые устройству храма, не поддаются однозначному толкованию.
2. Описание многих архитектурных деталей довольно туманно и неопределённо.
3. Значение многих технических терминов непонятно.

На сегодняшний день написаны множество различных комментариев, посвящённых устройству Третьего храма, по наиболее важным из которых были также построены и архитектурные модели. Наиболее известен подход Раши, Виленского Гаона, р. Йом-Това Липман-Геллера (в его книге 'צורת הבית', «Устройство Дома») и современное толкование «Даат а-микра», по которому также была построена модель.

## Местоположение Третьего храма
Традиционно храм располагают на Храмовой горе, на том месте где ныне находится мусульманское святилище Купол Скалы (مسجد قبة الصخرة‎, Ма́сджид Ку́ббат ас-Са́хра), построенное Абд аль-Маликом в 691 году. Сторонники этой точки зрения опираются на сведения исторических источников, согласно которым Куббат-ас-Сахра перекрыла остатки стоявшего здесь Второго храма. Наиболее аргументированно и последовательно эта концепция была изложена профессором Лином Ритмейером.
В средине Купола Скалы возвышается на 1,25—2 метра большая скала длиной 17,7 метров и шириной 13,5 метров. Этот камень считается священным и окружён позолоченной решеткой, чтобы никто к нему не прикасался. Считается, что это и есть тот Эвен а-Штия («Камень Основания»), о котором в Талмуде говорится, что с него Господь начал Сотворение миpa и который помещался в Святая святых Иерусалимского храма. Однако это противоречит тому, что известно о Камне Основания из еврейских источников. Так, согласно Мишне, он поднимался над почвой всего на три пальца, а видимая теперь скала доходит до двух метров; кроме того, она крайне неровна и заострена вверх и первосвященник не мог бы ставить на неё кадильницу в Йом Киппур.
Другие полагают, что на этом камне во дворе храма находился Жертвенник всесожжения. В таком случае, храм располагался к западу от этого камня. Это мнение более вероятно, поскольку это соответствует пространственным отношениям на Храмовой площади и позволяет разместить ровную площадь достаточно больших размеров.
Существуют и другие варианты месторасположения храма. Почти два десятилетия назад[когда?] израильский физик Ашер Кауфман предположил, что как Первый, так и Второй храмы находились в 110 метрах к северу от Купола Скалы. По его расчётам, Святая святых и Камень Основания расположены под нынешним «Куполом Духов» — небольшой мусульманской средневековой постройкой.
Противоположную, «южную» (по отношению к Куполу Скалы) локализацию храма на протяжении последних пяти лет[уточнить] разрабатывает известный израильский архитектор Тувия Сагив. Он помещает его на месте современного фонтана Аль-Кас.
Некоторые движения, относящиеся к мессианскому иудаизму, выдвигают проект Третьего храма по пророчеству Иезекииля в 30 км на юг от Иерусалима, в 14 км на запад от Эйн-Геди.

## Строительство Третьего храма
По поводу процесса восстановления Третьего храма среди еврейских законоучителей нет единого мнения. Основных мнений два:
- Крупнейший еврейский комментатор Торы и Талмуда Раши[3] считает, что храм чудесным образом появится уже полностью отстроенным, останется лишь пристроить ворота и укрепления.
- Великий еврейский философ Маймонид (Рамбам)[4] пишет, что храм построит царь-Мессия (помазанник), после того как укрепит свой престол. Подобно тому, как это было во времена Давида и Соломона: после разгрома Давидом врагов Израиля его сын Соломон построил храм. Тем самым, если будущий царь-помазанник действительно сможет это сделать, это будет неоспоримым свидетельством того, что он и есть Мессия, которого еврейский народ так долго ждал.

Многие комментаторы сочетают оба этих подхода:
- Саадия Гаон говорит, что вначале народ построит храм, а потом на него опустится Шехина (Божественное присутствие), как это произошло во времена Моисея и во времена царя Соломона.
- По мнению Махарша[5], Третий храм соединит в себе все синагоги мира, которые чудесным образом соберутся в одном месте и составят Третий храм, который будет спущен с небес уже полностью отстроенным.

Вместе с тем, существует также мнение, что храм будет построен людьми и, возможно, даже до прихода Мессии. Это следует, например, из слов комментария Раши на книгу пророка Иезекиила о том, что описание храма нужно «для того, чтобы сумели его построить в нужный час». Во всяком случае, Раши, в своём комментарии на Танах и Талмуд, неоднократно пишет о том, что заповедь возведения храма дана еврейскому народу на все времена. Маймонид в своих трудах также утверждает, что заповедь возведения храма остаётся актуальной во всех поколениях.
По этой причине многие современные раввины считают, что никакая гипотетическая ситуация не может, согласно их пониманию Раши и Маймонида, освободить еврейский народ от обязанности возведения храма и, тем самым, отменить заповедь Торы. По их мнению, царь был необходим лишь для строительства Первого храма, который должен был обозначить «место, которое изберёт Господь». Однако, с тех пор, как это место стало известно, для строительства храма уже не требуется царь Израиля, как это и случилось при строительстве Второго храма.
Проблемой восстановления храма в настоящий момент занимаются несколько организаций. Все они тесно сотрудничают, координируя свои действия. Первой организацией, активно добивающейся строительства храма, стало основанное вскоре после Шестидневной войны движение «Нееманей хар ха-байт» («Ревнители Храмовой горы»). Его руководитель — бывший сотрудник «Моссада» офицер-резервист Гершон Саломон. Чуть позже возникло «Движение за возведение Храма», возглавляемое раввином Йосефом Эльбоймом и его сыном раввином Давидом Эльбоймом.
Сторонники восстановления храма регулярно проводят восхождения на Храмовую гору. В октябре 2008 года впервые было организовано восхождение группы русскоговорящих израильтян в несколько сот человек (по словам организаторов — около 400) на Храмовую гору. При подготовке восхождения организаторы приложили много усилий для того, чтобы оно проходило в соответствии с требованиями еврейского религиозного закона. Тем не менее, организаторы акции подверглись критике со стороны ультраортодоксальных кругов за нарушение, по их мнению, ритуальной чистоты священного места. Под огонь их критики попал израильский общественный деятель Александр Непомнящий, приложивший максимум усилий для участия нерелигиозных жителей Израиля в посещении этого самого священного для евреев места.
Институт Храма («Махон ха-Микдаш») на сегодняшний день является крупнейшим учреждением, пропагандирующим идею возрождения храма. Располагается он в еврейском квартале Старого города Иерусалима, недалеко от Храмовой горы. Коллектив учёных Института воссоздал утварь, необходимую для храмового служения, а также одежды священников. Всё это демонстрируется в музее, действующем при институте. Основатель и директор этого института раввин Исраэль Ариэль был одним из парашютистов, освободивших Старый город в 1967 году.
Периодически со стороны некоторых христианских и еврейских религиозных деятелей звучат призывы к тому, чтобы заново отстроить еврейский храм на Храмовой горе. Как правило, сторонники идеи строительства Третьего храма призывают разрушить Купол Скалы, стоящий на том месте, где должен стоять храм. Тем не менее рассматривается и другой вариант, при котором арабская святыня останется нетронутой, при условии, что немусульманам будет разрешено в ней молиться.

## Третий храм в христианстве
В традиционных христианских источниках (например, «Точное изложение православной веры» Иоанна Дамаскина) лжемессия, «обманщик, именующий себя самого богом» — это антихрист. Он отстроит Третий храм и возобновит там службы, что будет служить одним из признаков близости Второго Пришествия Мессии-Христа.
Представитель Русской православной церкви иерей Георгий Максимов отмечает:
Все святые отцы считали, что наложение печати антихриста его лжепророком будет происходить в те 3,5 года царствования антихриста, которые непосредственно предшествуют второму славному пришествию Господа нашего Иисуса Христа. Другие события этого времени — построение Соломонова храма, проповедь пророков Еноха и Илии и убиение их в Иерусалиме и др.
Деревенский Б. Г. в своей книге «Учение об антихристе в древности и средневековье» переводит епископа Ипполита Римского:
Воскресил Спаситель святую плоть Свою как храм; восстановит также и он [антихрист] каменный храм в Иерусалиме.